# ダニ媒介性脳炎ワクチン
ダニ媒介性脳炎ワクチン (ダニばいかいせいのうえんワクチン）は、ダニ媒介性脳炎予防に使われるワクチンである。 ダニ媒介性脳炎は、主に中欧・東欧・北アジアで診られる感染症である。 ワクチン投与後、87% 以上の人が免疫を得る。感染しているダニに噛まれた後のワクチン投与には効果はない。 接種方法は筋肉内注射である。
世界保健機関 (WHO) はダニ媒介性脳炎がよく見られる地域の全ての人もしくは感染の危険性が高い人にワクチン投与を推奨している。3回の投与に続き3年から5年おきの再投与が勧められている。製剤にもよるが、ワクチンは1歳または3歳以上から投与できる。
重度の副作用は稀である。 軽度の副作用は発熱、穿刺部位の赤みと痛みである。昔の製剤は副作用が伴うことが多かった。 妊娠中のワクチン投与は安全とみなされている。
初期のダニ媒介性脳炎予防のワクチンは1937年に開発された。 このワクチンはWHO必須医薬品モデル・リストに記載されており、基礎的な医療制度で重要視されている医薬品である。 イギリスでは、1投与につき50から70ポンドでできるが 、アメリカ合衆国や日本では販売されていない。